# Besouro-elefante
O Besouro elefante (Megasoma elephas) é um dos maiores insetos conhecidos. É um membro pertencente a família dos Escaravelhos (Scarabaeidae) e da subfamília Dynastinae. Eles estão relacionados com os besouros rinocerontes neotropicais.

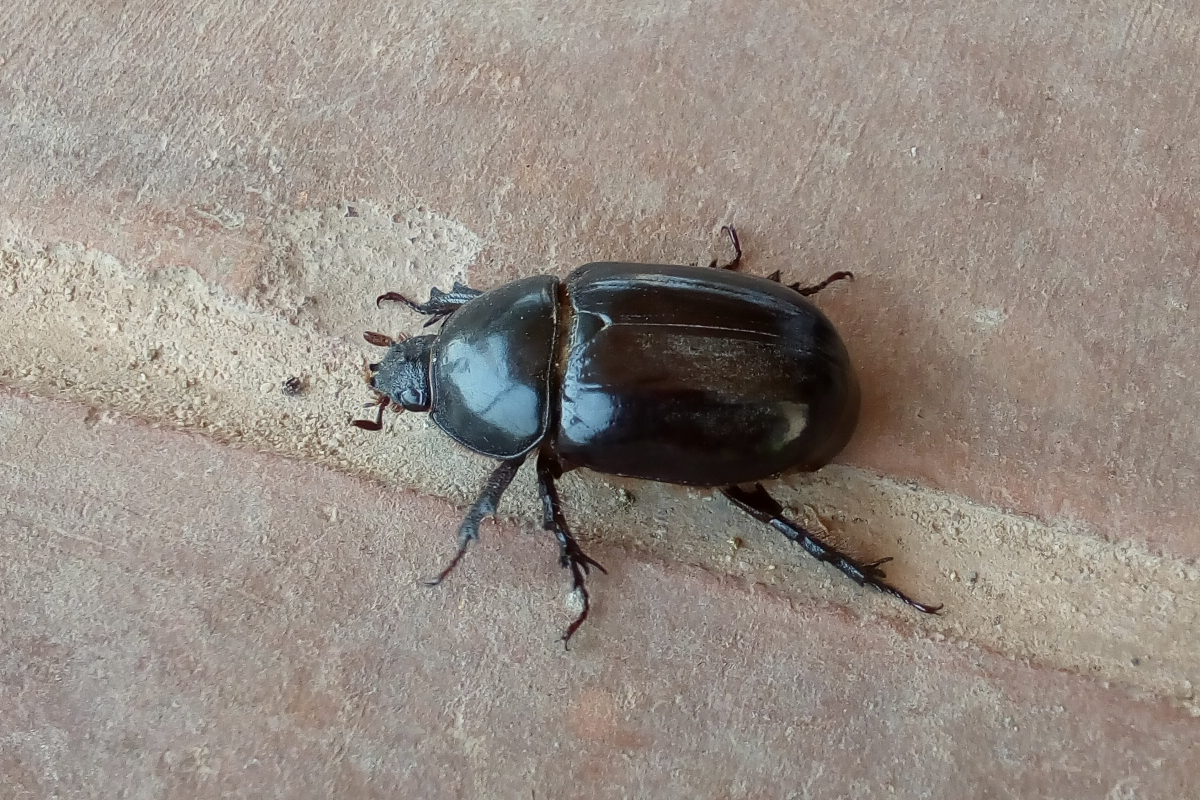
Espécime feminino.

## Aparência
Besouros elefantes são de cor preta ou pardacenta, cobertos com uma camada de pêlos microscópicos finos. Os pelos crescem particularmente nos grossos élitros do besouro. Os pelos dão uma cor amarelada do corpo do besouro. Os machos têm dois chifres salientes, um na cabeça, outro do protórax e dois pequenos chifres laterais. As fêmeas não têm chifres. Os chifres são usados para a defesa e na competição entre machos por comida e parceiros.

## Tamanho
Em tamanho, faixa do besouro elefante varia entre 7 e 12 cm (2,75-4,75 in); alguns machos são, por vezes, ainda maiores. Os machos são em torno de 2 a 3 vezes maiores do que as fêmeas.

## Localização
Os besouros elefantes estão localizados no sul do México, América Central e nas florestas tropicais América do Sul. No Brasil encontram-se principalmente na Floresta Amazônica.

## Alimentação
Na sua dieta, besouros elefantes se alimentam da seiva de árvores particulares e de frutos amadurecidos caídos. Em cativeiro, eles também comem frutas exóticas, como abacaxi, longan, lichia e cascas de certas árvores como o flamboyant.

## Reprodução
As larvas do besouro elefante se desenvolvem em troncos grandes em decomposição e  podem levar até três anos para se desenvolver em besouros adultos, dependendo da subespécie. A fêmea do besouro elefante põe seus ovos dentro de tronco em decomposição ou no chão. Algumas semanas depois (normalmente três) os ovos eclodem em larvas em forma de "C", brancas com cabeças marrons e seis pernas. A fase larval dura cerca de 29 meses, período em que as larvas consomem a matéria orgânica. A terceira e última fase, a de pupa, dura cerca de 5 semanas a uma temperatura média de 26 graus Celsius. O tempo de vida de um besouro elefante adulto é de cerca de 1 a 3 meses.

## Comportamento e habitat
Besouros elefantes vivem em florestas tropicais e são principalmente ativos durante a noite. Eles são capazes de manter a temperatura do corpo elevada, com a diminuição da temperatura no ambiente.
População de besouros elefantes vem se esgotado pela destruição das florestas tropicais e pela biopirataria, o que reduziu as suas razões para o acasalamento, constituindo uma potencial ameaça para a espécie.

## Lista de subspécies
- Megasoma elephas elephas Fabricius, 1775
- Megasoma elephas iijimai Nagai, 2003
- Megasoma elephas occidentalis Bolívar et al., 1963